# Mauro
Mauro  è un nome proprio di persona italiano maschile.

## Varianti
- Maschili
  - Alterati: Maurino[2][3], Mauretto[2][3], Maurello[3]
- Femminili: Maura[2][5]
- Alterati: Maurina[3], Mauretta[2][3], Maurella[2][3]

### Varianti in altre lingue
- Basco: Maura[6]
  - Femminili: Maure[6]
- Catalano: Maur[6], Maür[6], Maure[6]
  - Femminili: Maura[6]
- Ceco: Maur
- Croato: Mavro
- Francese: Maur
- Latino: Maurus[1]
  - Femminili: Maura[5]
- Ligure: Maoro[7]
  - Femminile: Maora[8]
- Polacco: Maur
- Portoghese brasiliano: Mauro[1]
- Spagnolo: Mauro[6]
  - Femminili: Maura[5][6]
- Ungherese: Mór[1]

## Origine e diffusione
Deriva dal latino Maurus, attestato prima come supernomen e poi come praenomen; si tratta di un etnonimo riferito alla regione storica della Mauretania, e vuol dire quindi "abitante della Mauretania", "proveniente dalla Mauretania", e per esteso "moro", "scuro di pelle" (lo stesso significato dei nomi Melania, Moreno, Gethin, Blake e Cole). Da Mauro derivano, in forma patronimica, i nomi Maurilio e Maurizio.
In Italia è distribuito su tutto il territorio nazionale grazie al culto di numerosi santi così chiamati, ma è più raro nel Meridione. Va notato che, in ambienti anglofoni, il femminile "Maura" risulta spesso dall'anglicizzazione di Máire, che potrebbe essere una forma irlandese di Maria tanto quanto un derivato del nome celtico femminile Mór (nome, quest'ultimo, che incidentalmente è uguale alla forma ungherese di Mauro).

## Onomastico

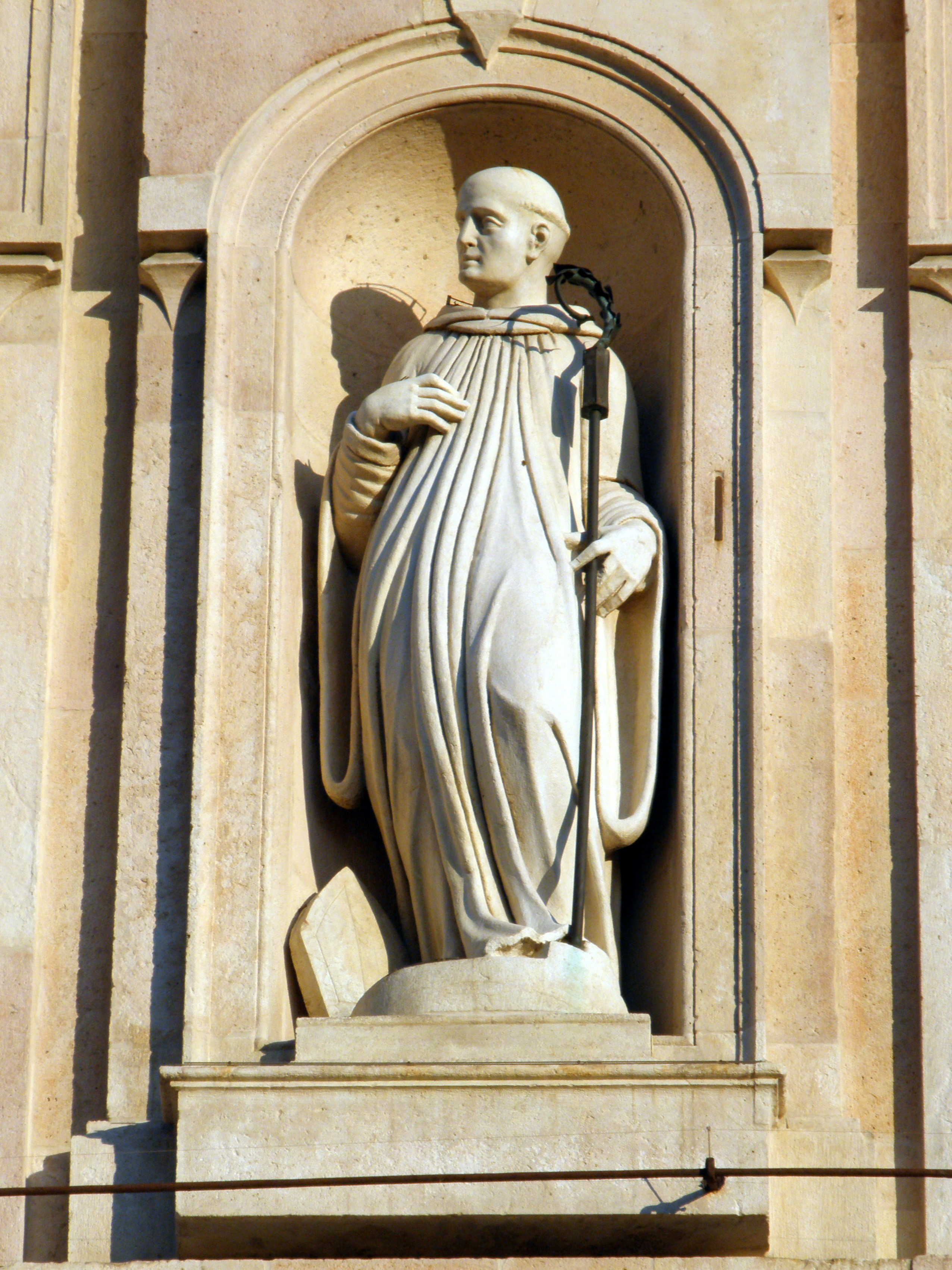
Statua raffigurante san Mauro abate nella chiesa di San Giovanni Evangelista a Parma

L'onomastico si può festeggiare in memoria di diversi santi, alle date seguenti:
- 15 gennaio, san Mauro, discepolo di san Benedetto da Norcia, abate di Glanfeuil[4][6][11][12]
- 29 gennaio, san Mauro, soldato, martire con san Papia a Roma[11][12]
- 4 febbraio, san Rabano Mauro, abate di Fulda[11]
- 1º aprile, san Mauro, martire in Croazia[12]
- 5 giugno, san Mauro, martire romano venerato ad Anversa[12]
- 27 luglio, san Mauro, primo vescovo di Bisceglie, martire sotto Traiano[12]
- 1º agosto, san Mauro, martire a Roma sulla via Latina[12]
- 22 agosto, san Mauro, martire con altri compagni a Reims[12]
- 25 ottobre, san Mauro, martire con la moglie Beneria[11]
- 25 ottobre o 4 dicembre, san Mauro, abate di Pannonhalma e poi vescovo di Pécs[11][12]
- 26 ottobre, san Mauro, vescovo di Piacenza[11]
- 30 ottobre, san Mauro, vescovo di Verona[11]
- 21 novembre, san Mauro, abate di Sant'Apollinare in Classe e poi vescovo di Cesena[11][12]
- 21 novembre, san Mauro, vescovo di Parenzo, martire sotto Diocleziano[11][12]
- 3 dicembre, san Mauro, martire a Roma sotto Numeriano con i genitori Ilaria e Claudio e il fratello Giasone[11][12]
- 10 dicembre, san Mauro, fanciullo martire a Roma sulla via Salaria[11][12]

Anche il femminile Maura conta un buon numero di sante patrone, fra le quali:
- 15 gennaio, santa Maura, monaca, martire con santa Britta[13]
- 28 gennaio, santa Maura, donna scozzese martirizzata in Piccardia durante un pellegrinaggio verso Roma[13]
- 13 febbraio, santa Maura, nutrice di santa Fosca, martire con la stessa Fosca a Sabrata[14]
- 3 maggio (o 25 settembre), santa Maura, martire con il marito Timoteo ad Antinoe sotto Diocleziano[13][14]
- 21 settembre, santa Maura, vergine di Troyes[14]
- 31 ottobre, santa Maura, monaca e asceta a Costantinopoli[15]
- 2 novembre, santa Maura, monaca e anacoreta in Scozia[13]
- 30 novembre, santa Maura, vergine e martire a Costantinopoli[13][14]

## Persone

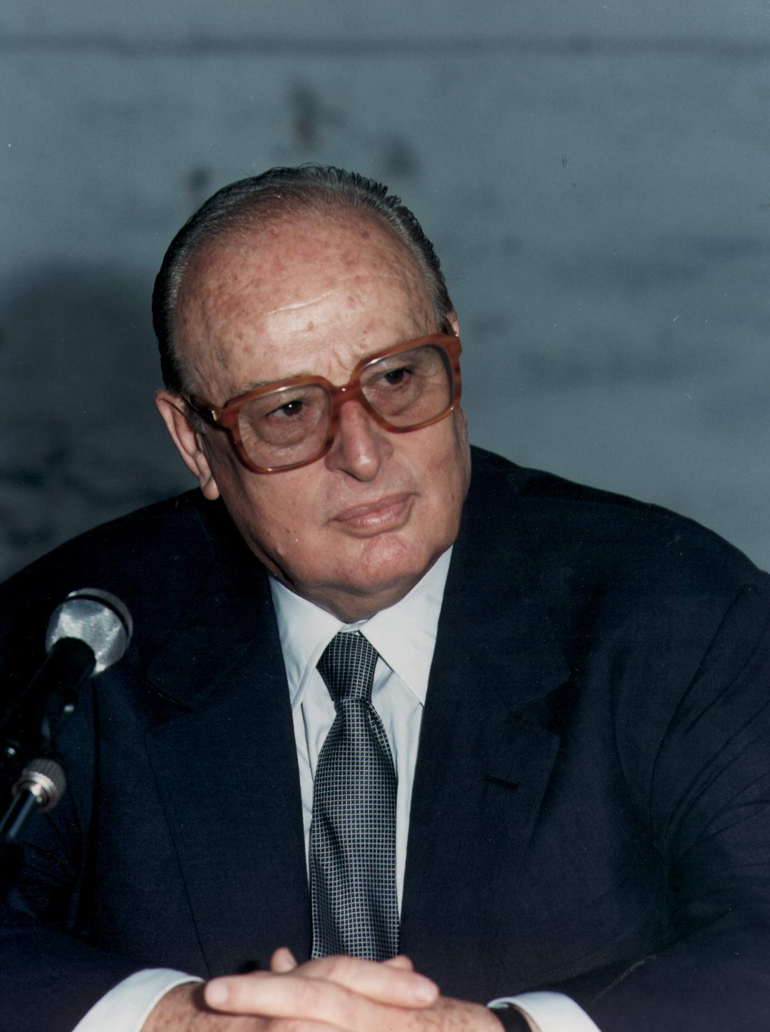
Mauro Bolognini

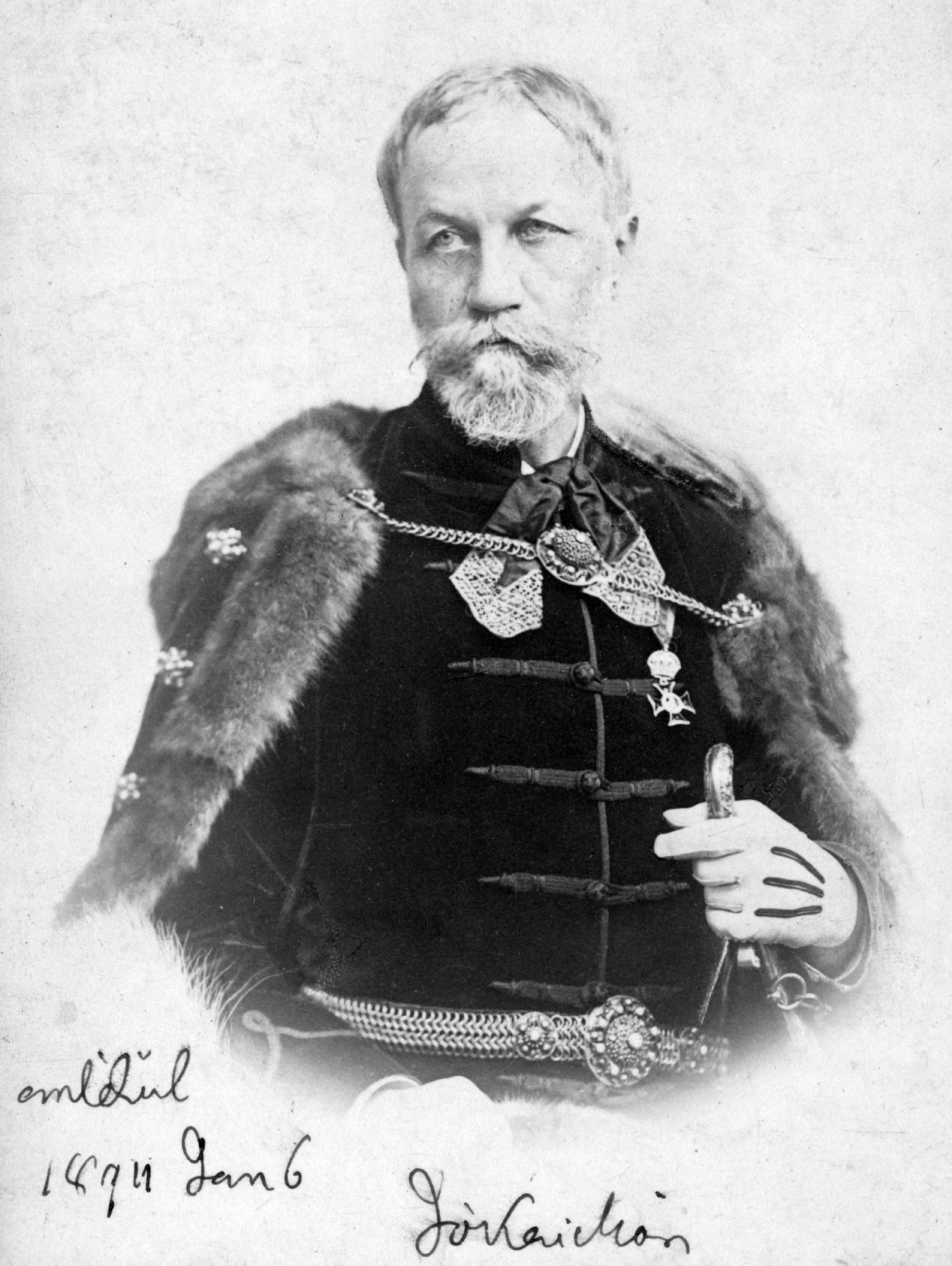
Mór Jókai

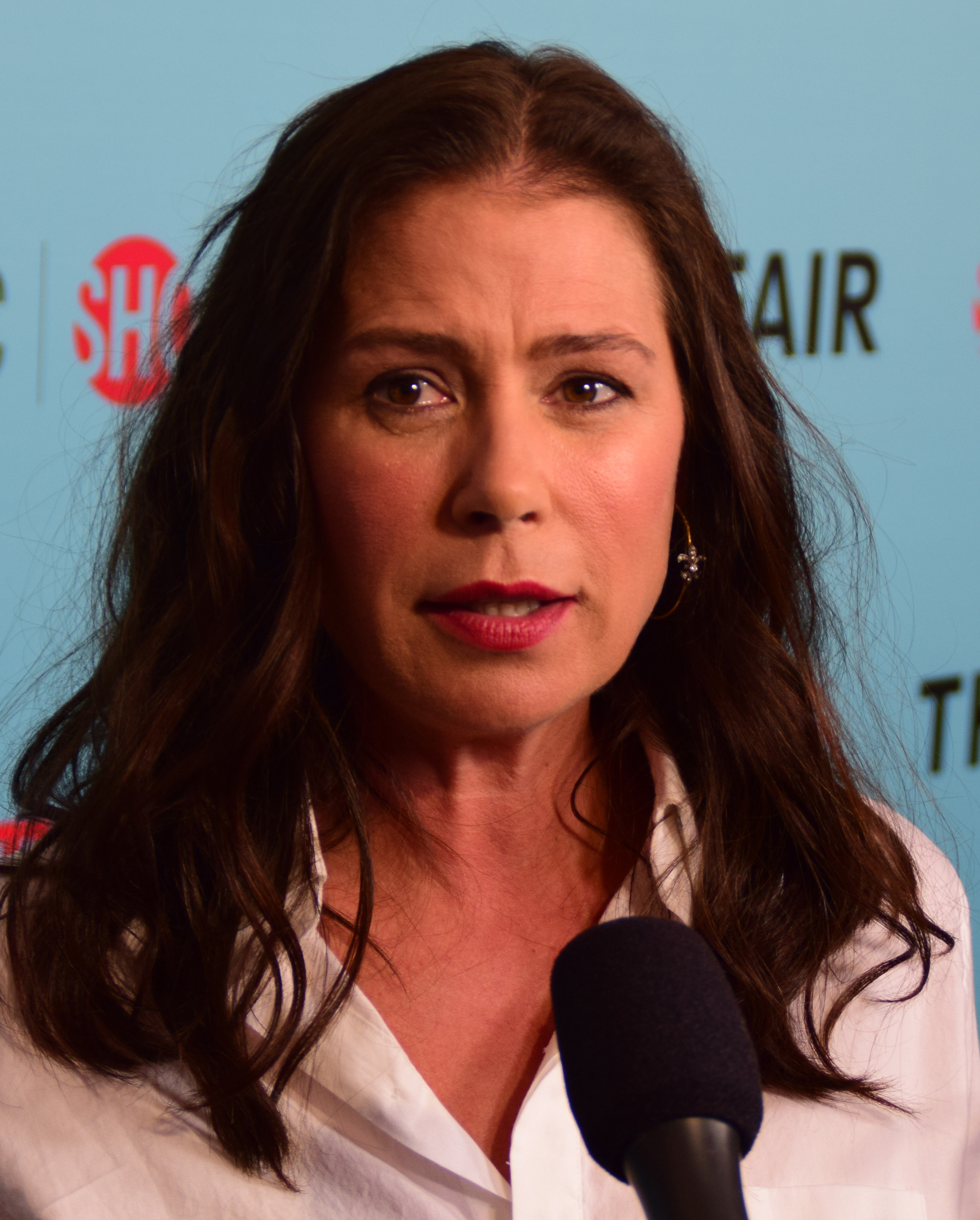
Maura Tierney

- Mauro Baldi, pilota automobilistico italiano
- Mauro Bolognini, regista italiano
- Mauro Camoranesi, calciatore argentino naturalizzato italiano
- Mauro Corona, scrittore, alpinista e scultore italiano
- Mauro Formica, calciatore argentino
- Mauro Gianetti, ciclista su strada e dirigente sportivo svizzero
- Mauro Icardi, calciatore argentino
- Mauro Nardi, cantante italiano
- Mauro Pagani, polistrumentista, compositore e produttore discografico italiano
- Mauro Picotto, disc jockey e musicista italiano
- Mauro Soderini, pittore italiano
- Mauro Zárate, calciatore argentino

### Variante Mór
- Mór Jókai, scrittore e drammaturgo ungherese
- Mór Korach, ingegnere ungherese
- Mór Kóczán, giavellottista ungherese
- Mór Rázsó, calciatore ungherese
- Mór Than, pittore ungherese

### Variante femminile Maura
- Maura Cenciarelli, doppiatrice e disc jockey italiana
- Maura Cossutta, politica italiana
- Maura Delpero, insegnante e regista italiana
- Maura Genovesi, tiratrice italiana
- Maura Leone, attrice italiana
- Maura Paparo, ballerina, coreografa e insegnante di danza italiana
- Maura Tierney, attrice statunitense
- Maura Tombelli, astronoma italiana
- Maura Viceconte, atleta italiana

## Il nome nelle arti
- Mauro è un bambino protagonista e narratore del film del 1992 Parenti serpenti, diretto da Mario Monicelli.
- Mauro Belli è un personaggio della serie televisiva Distretto di Polizia.
- Maura Isles è un personaggio dei romanzi e telefilm Rizzoli & Isles.